# Junimagnolia
Junimagnolia (Magnolia obovata) är en art i familjen magnoliaväxter och förekommer naturligt i Japan och på ön Kunasjir i Kurilerna. Arten odlas som trädgårdsväxt i Sverige och blir ett träd med höjden 18-20 m. Den är härdig i åtminstone växtzon 3.
Växten är ett träd som blir 15 till 30 meter högt. Barken har en grå färg. Denna magnolia har stora blommor med nektar som besöks av skalbaggar.
Arten växer i kulliga områden och i bergstrakter mellan 100 och 1800 meter över havet. Junimagnolia ingår i lövfällande skogar. Andra träd i samma skogar är Fagus crenata, Kalopanax pictus, pagodkornell, japansk hästkastanj, pilbladsmagnolia och Pterocarya rhoifolia.
Några populationer påverkas av jordskred. Hela beståndet anses vara stor. IUCN listar arten som livskraftig (LC).

## Synonymer
Magnolia hypoleuca Siebold & Zucc.